# ガトー・バスク
ガトー・バスク（仏: gâteau basque、バスク語: etxeko bixkotxa / biskotx / pastiza、西: pastel vasco）は、フランス領バスクのラブール地方発祥の菓子。

## 特色
厚めに伸ばしたアーモンド入りのクッキー生地に、この地方の特産品でサクランボの一種のスリーズ・ノワールを入れ、ローブリュー（バスク十字）と呼ばれる飾りをつけて焼いた菓子である。スリーズ・ノワールの収穫時期が短い為、カスタードクリームをつめて焼いたものやスリーズ・ノワールのジャムを詰めたものもあるが、カスタードクリームを使う作り方は亜流とされる場合がある。クッキー生地の代わりに練りこみパイ生地を使うこともある。